# Slättberg, Orsa
Slättberg (orsamål Slättbjar) är en ort i Orsa socken och kommun. Före 2015 klassades den som en separat småort, för att därefter klassas som en del av tätorten Orsa.

## Historia
Byn omfattade 1919 76 gårdar. Den är mest känd för sin betydelse inom frikyrkorörelsen. Näs Per Pehrsson i byn, (1829-1917), drabbades på 1840-talet av andlig väckelse under en tid i Stockholm, och återvände till byn i slutet av 1840-talet, där han började predika en lära, som främst bestod i avståndstagande från det lutherska prästerna, statskyrkan och de så kallade "nyböckerna". Man följde istället gamla handboken, Zions sånger och Swebilii katekes. I rörelsen förföljdes hårt och många av medlemmarna kastades i fängelse för brott mot konventikelplakatet, men det ledde inte till något. Hösten 1852 proklamerade man skilsmässa från kyrkan, och man övergick nu till baptismen. Rörelsen i Slättberg blev grunden till hela baptiströrelsen i Dalarna, och 1856 fanns nära hälften av Sveriges baptister i Dalarna, de flesta i Orsa och Älvdalen.

### Befolkningsutveckling
| Befolkningsutvecklingen i Slättberg 1960–2010                     | Befolkningsutvecklingen i Slättberg 1960–2010 | Befolkningsutvecklingen i Slättberg 1960–2010 | Befolkningsutvecklingen i Slättberg 1960–2010 | Befolkningsutvecklingen i Slättberg 1960–2010 |
| ----------------------------------------------------------------- | --------------------------------------------- | --------------------------------------------- | --------------------------------------------- | --------------------------------------------- |
|                                                                   |                                               |                                               |                                               |                                               |
| År                                                                |                                               |                                               | Folkmängd                                     | Areal (ha)                                    |
| 1960                                                              | 1960                                          |                                               | 305                                           |                                               |
| 1965                                                              | 1965                                          |                                               | 223                                           |                                               |
| 1970                                                              | 1970                                          |                                               | 224                                           |                                               |
| 1975                                                              | 1975                                          |                                               | 215                                           |                                               |
| 1980                                                              | 1980                                          |                                               | 214                                           |                                               |
| 1990                                                              | 1990                                          |                                               | 103                                           | #                                             |
| 1995                                                              | 1995                                          |                                               | 128                                           | 61#                                           |
| 2000                                                              | 2000                                          |                                               | 136                                           | 61#                                           |
| 2005                                                              | 2005                                          |                                               | 159                                           | 61#                                           |
| 2010                                                              | 2010                                          |                                               | 154                                           | 62#                                           |
| Anm.: Upphörde som tätort 1990. uppgick i Orsa 2015 # Som småort. |                                               |                                               |                                               |                                               |